# 루비

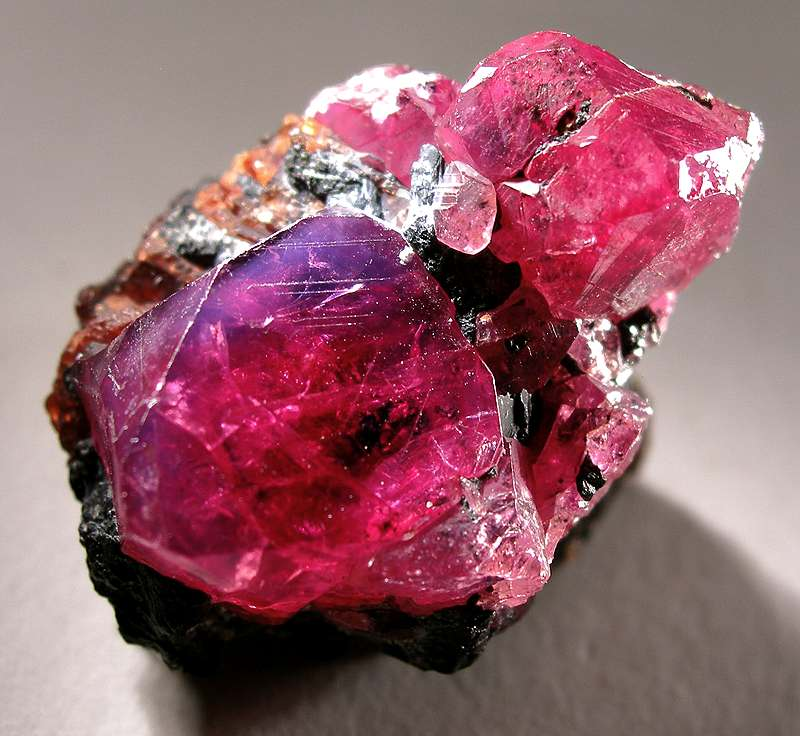

루비(영어: ruby)는 붉은색을 띤 보석으로 광물 강옥(산화 알루미늄)의 일종이며, 자수정, 사파이어, 에메랄드, 다이아몬드와 함께 전통적인 카디널 보석류 가운데 중에 하나이다. 루비는 7월의 탄생석이며, 홍옥(紅玉)이라고도 한다. 크로뮴의 영향으로 붉은색을 띤다. 루비라는 이름은 라틴어의 붉은색을 뜻하는 "ruber"에서 왔다. 루비가 붉은색을 띠는 것은 이 산화 알루미늄에 크롬이 약간 들어 있기 때문이다.

## 자연 발생
상버마의 모곡(Mogok) 계곡이 수 세기 동안 루비의 전 세계적인 주요 원천이었다. 해당 지역은 일부 특별한 루비를 생산했으나 최근 수년간 좋은 루비가 발견되지는 않고 있다.
역사적으로 루비는 타이, 파일린 주, 캄보디아의 사무로트, 아프가니스탄, 오스트레일리아, 콜롬비아, 인도, 나미비아, 일본, 스코틀랜드에서 채굴되었으며, 제2차 세계 대전 이후 루비의 매장분은 마다가스카르, 네팔, 파키스탄, 타지키스탄, 탄자니아, 베트남에서 발견되었다. 스리랑카에서는 기존 루비보다 더 밝은 색깔의 루비(핑크 사파이어)가 흔히 발견된다.

## 루비의 모습

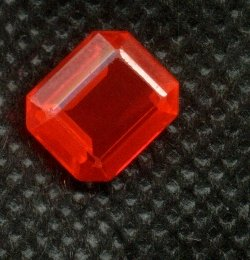
루비
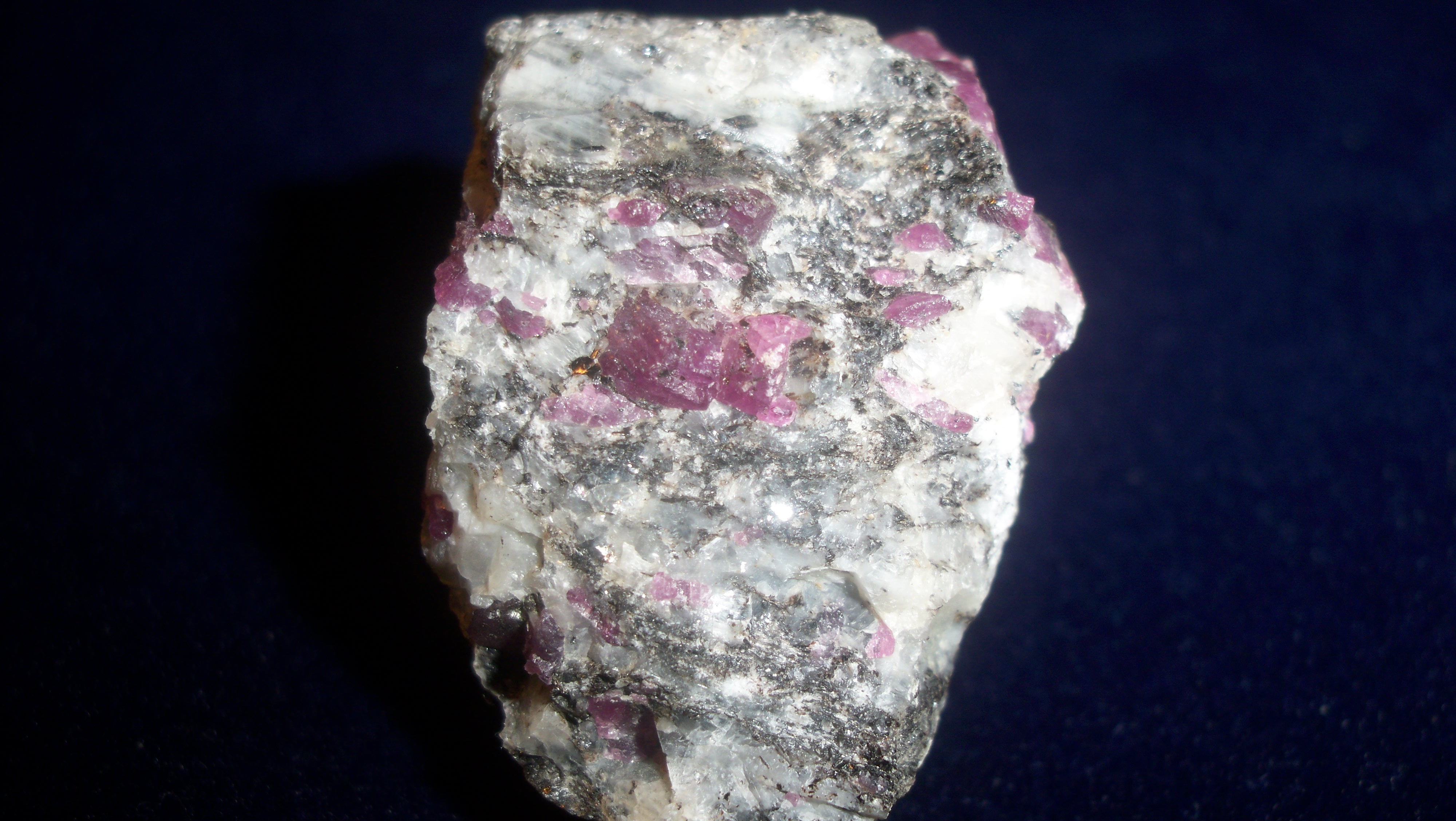

## 같이 보기
- 광물 목록
- 에메랄드